# Флаг сельского поселения Соколовское (Московская область)
Флаг муниципального образования сельское поселение Со́коловское Солнечногорского муниципального района Московской области Российской Федерации — опознавательно-правовой знак, служащий официальным символом муниципального образования.
Флаг утверждён 30 августа 2008 года и внесён в Государственный геральдический регистр Российской Федерации с присвоением регистрационного номера 2589.

## Описание
«Флаг сельского поселения Соколовское представляет собой прямоугольное голубое полотнище с отношением ширины к длине 2:3, воспроизводящее посередине фигуры из герба сельского поселения Соколовское, выполненные в жёлтых, светло-оранжевых и белых цветах».
Геральдическое описание герба гласит: «В лазоревом (синем, голубом) поле золотой сокол, летящий прямо с воздетыми крыльями, несущий в лапах серебряную ленту и сопровождённый во главе тремя золотыми византийскими звёздами»

## Обоснование символики
Флаг муниципального образования сельское поселение Соколовское составлен на основании герба сельского поселения Соколовское по правилам и соответствующим традициям вексиллологии и отражает исторические, культурные, социально-экономические, национальные и иные местные традиции.
Изображение сокола — гласное обозначение названия сельского поселения.
Белой лентой аллегорически переданы река Истра и Истринское водохранилище, находящиеся на территории сельского поселения.
Три византийские звезды с мафория Матери Божьей — символ храмового комплекса, в котором собрано более пятисот образов Богородицы. Это единственный подобный церковный музей в России, расположенный в деревне Пятница. Основатели и создатели уникального музея супруги Веремеенко — Сергей Алексеевич и Марина Александровна.
Голубой цвет (лазурь) — символ благородства, духовности, чистоты и экологии.
Жёлтый цвет (золото) — символ богатства, стабильности, прочности, урожая.
Белый цвет (серебро) — символ простоты, совершенства, мудрости, мира и взаимного сотрудничества.